# Ambazac
Ambazac, pronunciato "Ambaza", nel dialetto locale, è un comune francese di 5 521 abitanti situato nel dipartimento dell'Alta Vienne nella regione della Nuova Aquitania.
Il suo sindaco è Élisabeth Maciejowski.

## Siti e monumenti storici
La chiesa del XII secolo con il reliquario di Santo Stefano (Saint Étienne) de Muret (fondatore dell'ordine di Saint-Étienne du Muret);
Dolmen del bosco della lega;
Castello de Mont-Méry (XIX secolo) (una volta Montcohu):  edificato dall'industriale della porcellana Théodore Haviland negli anni 1885-1890 ed ancora di recente proprietà della famiglia de Pourtalès.

## Società

### Evoluzione demografica

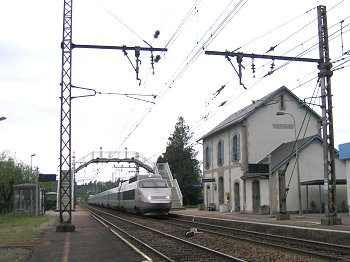
Un TGV alla stazione di Ambazac.

Abitanti censiti